# Leptobrachium chapaense
Espèce
Synonymes
- Megophrys hasselti chapaensis Bourret, 1937

Statut de conservation UICN

 LC  : Préoccupation mineure
Leptobrachium chapaense est une espèce d'amphibiens de la famille des Megophryidae.

## Répartition
Cette espèce se rencontre :
- en République populaire de Chine dans le sud de la province du Yunnan ;
- dans le nord du Viêt Nam ;
- dans le nord et l'est du Laos ;
- dans le nord de la Thaïlande ;
- dans l'est de la Birmanie.

## Étymologie
Son nom d'espèce, composé de chapa et du suffixe latin -ense, « qui vit dans, qui habite », lui a été donné en référence au lieu de sa découverte, Chapa, désormais appelée Sa Pa, dans la province de Lào Cai dans le nord du Viêt Nam.

## Publication originale
- Bourret, 1937 : Notes herpétologiques sur l'Indochine française. XIV. Les batraciens de la collection du Laboratoire des Sciences Naturelles de l'Université. Descriptions de quinze espèces ou variétés nouvelles. Annexe Bulletin de l'Institut public Hanoï, p. 5-56.